# Ann-Louise Skoglund
Eva Ann-Louise Skoglund (ur. 28 czerwca 1962 w Karlstad) – szwedzka lekkoatletka, płotkarka i sprinterka, mistrzyni Europy z 1982, dwukrotna olimpijka.
Zajęła 6. miejsce w biegu na 400 metrów na mistrzostwach Europy juniorów w 1979 w Bydgoszczy.
Odpadła w eliminacjach biegu na 400 metrów na igrzyskach olimpijskich w 1980 w Moskwie, a szwedzka sztafeta 4 × 100 metrów z jej udziałem nie ukończyła biegu finałowego. Na halowych mistrzostwach Europy w 1982 w Mediolanie Skoglund odpadła w półfinale biegu na 400 metrów.
Zwyciężyła w biegu na 400 metrów przez płotki na mistrzostwach Europy w 1982 w Atenach, wyprzedzając Petrę Pfaff z Niemieckiej Republiki Demokratycznej i Chantal Régę z Francji. Na tych samych mistrzostwach zajęła również 8. miejsce w sztafecie 4 × 100 metrów. Zajęła 6. miejsce w biegu na 400 metrów przez płotki na mistrzostwach świata w 1983 w Helsinkach, przegrywając jedynie z reprezentantkami ZSRR i NRD.
Pod nieobecność zawodniczek z NRD i ZSRR wskutek bojkotu igrzysk była jedną z faworytek biegu na 400 metrów przez płotki na igrzyskach olimpijskich w 1984 w Los Angeles. Zajęła 5. miejsce w finale tej konkurencji, tracąc do brązowej medalistki Cristieany Cojocaru zaledwie 0,02 sekundy. Na halowych mistrzostwach Europy w 1985 w Pireusie zajęła 5. miejsce w biegu na 200 metrów i odpadła w eliminacjach biegu na 60 metrów przez płotki.
Zdobyła brązowy medal w biegu na 400 metrów na halowych mistrzostwach Europy w 1986 w Madrycie, przegrywając jedynie z zawodniczkami z NRD Sabine Busch i Petrą Müller. Zajęła 4. miejsce w biegu na 400 metrów przez płotki na mistrzostwach Europy w 1986 w Stuttgarcie.
Skoglund zwyciężyła również w obu edycjach halowych mistrzostw nordyckich w lekkoatletyce w 1986 i 1987 w biegu na 400 metrów.
Była mistrzynią Szwecji w biegu na 100 metrów w 1980, w biegu na 200 metrów w latach 1982–1986, w biegu na 400 metrów w 1979 i 1980, w biegu na 100 metrów przez płotki w latach 1981 i 1984–1986 oraz w biegu na 400 metrów przez płotki w 1978 i 1980. W hali była mistrzynią swego kraju w biegu na 60 metrów w 1977, w biegu na 200 metrów w 1986, w biegu na 400 metrów w 1981 i 1982 oraz w biegu na 60 metrów przez płotki w latach 1977–1979, 1982 i 1985.
Skoglund pięciokrotnie poprawiała rekord Szwecji w biegu na 400 metrów do czasu 51,69 s (uzyskanego 1 lipca 1986 w Sztokholmie), trzykrotnie w biegu na 100 metrów przez płotki do wyniku 13,25 s (18 czerwca 1985 w Borås, dziesięciokrotnie w biegu 400 metrów przez płotki do rezultatu 54,15 s (30 sierpnia 1986 w Stuttgarcie) i dwukrotnie w sztafecie 4 × 100 metrów do wyniku 44,23 s (21 czerwca 1980 w Thonon-les-Bains). Według stanu na 1 stycznia 2019 wynik Skoglund w biegu na 400 metrów przez płotki był aktualnym rekordem Szwecji.